# АЭС Чанцзян
АЭС Чанцзян (кит. 昌江核电站) — действующая атомная электростанция на юге Китая. Расположена на побережье Южно-Китайского моря в Чанцзян-Лиском автономном уезде на острове Хайнань. Является одной из новейших атомных электростанций Китая.  

## Описание
АЭС Чанцзян была заложена в 2010 год, а первый их двух реакторов был запущен уже в 2015. Второй реактор введен в эксплуатацию на год позже в 2016 году. Оба реактора относятся к типу с водой под давлением PWR — китайские CNP, мощность каждого составляет 650 МВт. Таким образом, после запуска второго энергоблока в 2016 году мощность АЭС Чанцзян составила 1300 МВт.
Также стало известно о продолжение развития АЭС. Строительство третьего и четвертого энергоблоков должно было начаться в 2018 году.
Отличительной особенностью атомной электростанции Чанцзян является факт того, что 70% оборудования первого и второго энергоблоков будет изготовлено по китайским технологиям. Это является новой вехой в развитии атомной энергетики Китая.
Полностью запущенная АЭС Чанцзян должна сократить ежегодное потребление угля в провинции Хайнань на 260 миллионов тонн, что снизит выбросы углекислого газа в атмосферу на 780 тонн в год. Исходя из этого, можно понять, что атомная энергетика для Китая это в том числе и решение экологических проблем в регионе.
31 марта 2021 года заложен первый бетон для фундамента третьего блока с отечественным реактором HPR1000. В декабре началось строительство четвёртого блока, с таким же реактором.
В 2021 году также началось строительство группы малых модульных реакторов ACP100 (Linglong One).

## Информация об энергоблоках
| Энергоблок | Тип реакторов              | Мощность | Мощность | Начало строительства | Физпуск    | Подключение к сети | Ввод в эксплуатацию | Закрытие |
| Энергоблок | Тип реакторов              | Чистый   | Брутто   | Начало строительства | Физпуск    | Подключение к сети | Ввод в эксплуатацию | Закрытие |
| ---------- | -------------------------- | -------- | -------- | -------------------- | ---------- | ------------------ | ------------------- | -------- |
| Чанцзян-2  | PWR, CNP-600               | 601 МВт  | 650 МВт  | 25.04.2010           | 12.10.2015 | 07.11.2015         | 25.12.2015          | —        |
| Чанцзян-2  | PWR, CNP-600               | 601 МВт  | 650 МВт  | 21.11.2010           | 09.06.2016 | 20.06.2016         | 12.08.2016          | —        |
| Чанцзян-3  | PWR, HPR1000               | 1000 МВт | 1197 МВт | 31.03.2021           |            |                    |                     |          |
| Чанцзян-4  | PWR, HPR1000               | 1000 МВт | 1197 МВт | 28.12.2021           |            |                    |                     |          |
| Чанцзян-5  | PWR, ACP100 (Linglong One) | 100 МВт  | 125 МВт  | 13.07.2021           |            |                    |                     |          |